# Herman Hugo
Herman Hugo (* 9. Mai 1588 in Brüssel; † 11. September 1629 in Rheinberg) war ein Jesuit.

## Leben
Herman Hugo studierte nach dem Schulbesuch in seiner Heimatstadt drei Jahre bis 1605 an der Universität in Löwen und trat anschließend 1605 in Tournai in den Jesuitenorden ein. In den folgenden fünf Jahren lehrte er Sprache, Poesie und Eloquenz in Antwerpen. 1613 empfing er die Priesterweihe und wurde zum Studienpräfekten des Kollegiums von Brüssel ernannt. Die ewige Profess legte er 1621 in Brüssel ab.
Als Beichtvater des Herzogs von Aerschot, Philipp von Aremberg, begleitete er diesen 1621 auf eine Reise nach Spanien. Auf dieser Reise entwarf er seine Pia Desideria. Zurück in Brüssel wurde er Kaplan der spanischen Truppen in den Niederlanden und Beichtvater von Ambrosio Spinola, den er auf seinen Feldzügen begleitete. Über Spinolas Eroberung von Breda 1625 verfasste er die Beschreibung Obsidio bredana, in der er anders als viele Zeitgenossen, die den Sieg über die Truppen des protestantischen Niederlande als Beweis für Gottes Beistand für die Katholiken feierten, unparteilich Tapferkeit, Mut und strategisches Geschick beider Seiten lobte. Bei einem Pestausbruch in Spinolas Heer stand Hugo den Erkrankten als Seelsorger zur Seite. Er starb am 11. September 1629 im Alter von 41 Jahren in Rheinberg an der Pest und wurde dort in der Augustinerkirche begraben.

## Werke
Hugo, der acht Sprachen sprach, verfasste seine Werke auf Latein. Seine Themen waren weitgefächert und oft  aktuell:
- Sein erstes Werk, seine Dissertation De prima scribendi origine et universae rei litterariae antiquitate von 1617, handelte von der Erfindung von Buchstaben und Schriften sowie Schreibgeräten der Antike.
- Mit De vera Fide capessendâ contra Balthasarum Meisnerum lutheranum et Henricum Brandium calvinistam, pro consultatione Lessii ad Neo-Evangelicam Synodum Dordracenam (Antwerpen 1620) befasste er sich aus katholischer Sicht mit den Schriften des Lutheraners Balthasar Meisner gegen den Calvinismus und der Dordrechter Synode.
- Pia Desideria von 1624 war ein Andachtsbuch.
- Obsidio bredana (Antwerpen 1626) über die Belagerung von Breda wurde schon in den folgenden Jahren ins Englisch, Französische und Spanische übersetzt.
- De Militiâ equestri antiquâ et novâ, eine Abhandlung über die Geschichte der Kavallerie, erschien 1630 nach Hugos Tod, ebenso wie die Vita über den Jesuiten Carlo Spinola, der 1622 als Missionar in Japan den Märtyrertod starb.

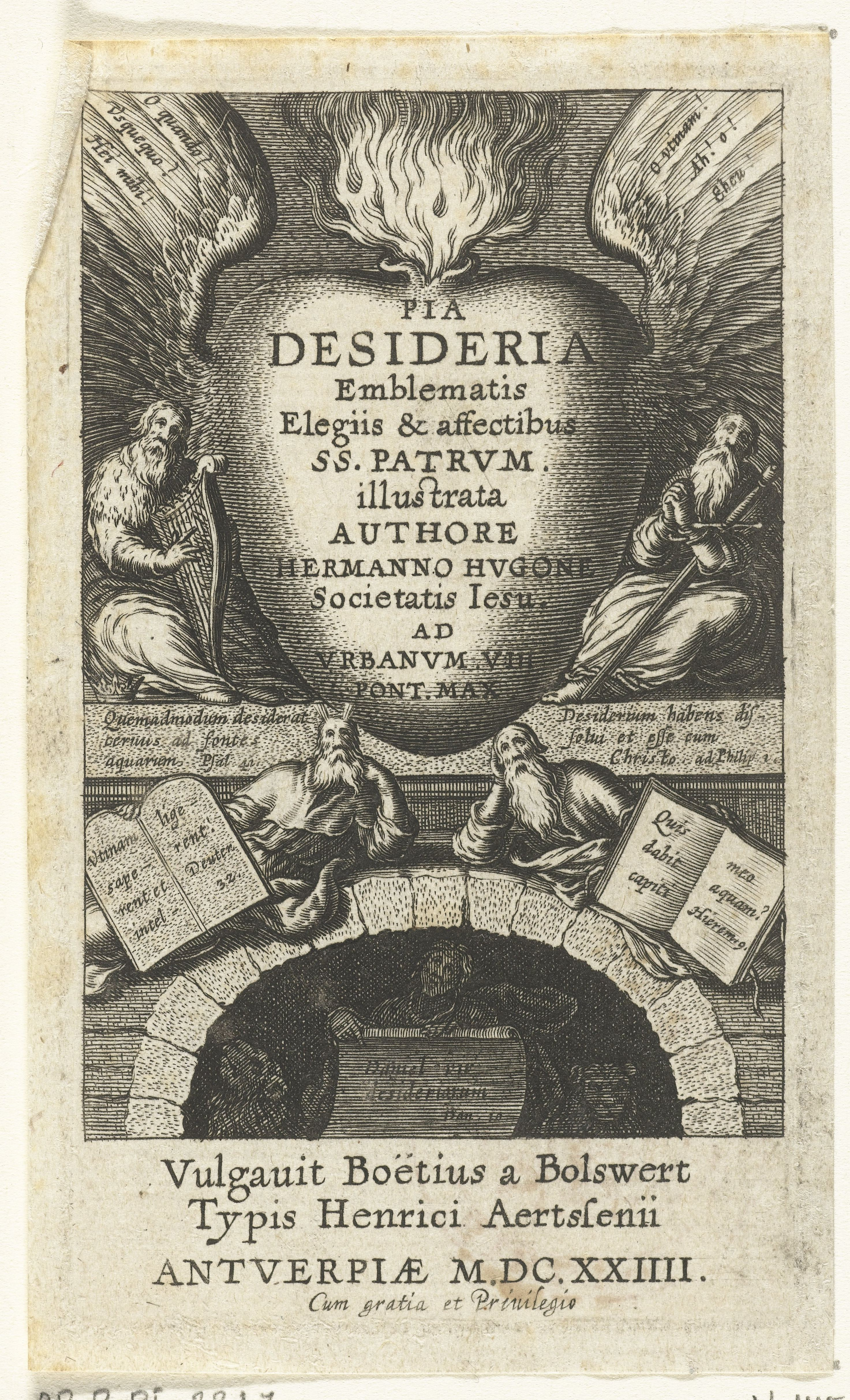
Titel der ersten Auflage der Pia desideria (Antwerpen 1624)

## Pia Desideria
Hugos bekanntestes Werk Pia desideria beschreibt die Reise der Seele zum ewigen Seligkeit. Es erschien 1624 in Antwerpen in lateinischen Versen und wurde zu den verbreitetsten Werken der barocken Emblematik. Allein in lateinischer Sprache erschienen bis ins 18. Jahrhundert rund vierzig Auflagen. Dazu kamen Übersetzungen in französische und spanische Sprache. In deutscher Übersetzung erschien das Andachtsbuch erstmals 1627 unter dem Titel Gottselige Begirde aus lautter Sprüchen der heyligen Vättern. Danach wurde es mehrfach unter verschiedenen Titel gedruckt. Ein Beispiel der schnellen und weiten Verbreitung auch im evangelisch-lutherischen Raum sind die vor 1650 gemalten Emporenbilder der Katharinenkirche in Katharinenheerd auf Eiderstedt, die 17 der 46 Embleme von Hugos Buch zum Vorbild haben. In England verwendete Francis Quarles Hugos Embleme für sein eigenes Andachtsbuch Emblemes Divine and Moral von 1634. Aufgrund der Beliebtheit von Quarles’ Buch fand Hugos Pia desideria bei ihrer Übersetzung ins Englisch 1686 keinen großen Anklang.
Hugos Werk war titelgebend auch für die berühmten Pia desideria von Philipp Jacob Spener (1635–1705).